# Roca-Inseln
Die Roca-Inseln (französisch Îles Roca) sind eine Gruppe kleiner Inseln im Wilhelm-Archipel westlich der Antarktischen Halbinsel. Sie liegen zwischen den Cruls-Inseln und den Anagram Islands.
Die Inseln wurden bei der Vierten Französischen Antarktisexpedition (1903–1905) unter Jean-Baptiste Charcot entdeckt. Charcot benannte sie nach dem damaligen argentinischen Präsidenten Julio Argentino Roca (1843–1914). Teilnehmer der British Graham Land Expedition (1934–1937) unter John Rymill wiesen die heute als Anagram Islands bekannte Inselgruppe fälschlich als Roca-Inseln aus. Dieser Irrtum konnte durch Arbeiten der hydrographischen Vermessungseinheit der Royal Navy im Jahr 1958 korrigiert werden.